# Tithrone
Genre

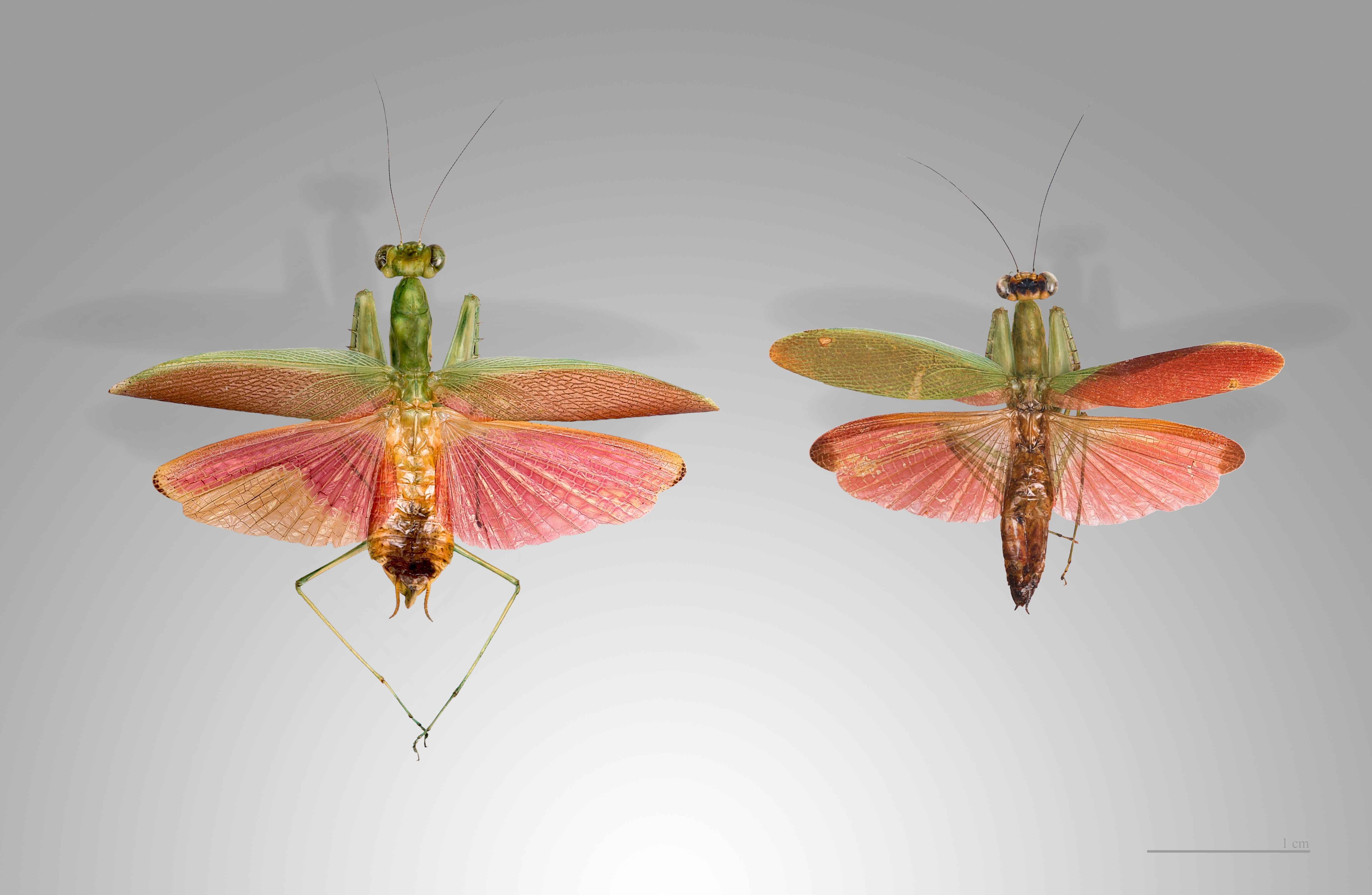
Tithrone roseipennis - Dimorphisme sexuel

 Tithrone est un genre d'insectes, de l'ordre des Mantodea (mantes), de la famille des Acanthopidae, sous-famille des Acontiothespinae et de la tribu des Acontistini.

## Dénomination
- Ce genre a été décrit par l'entomologiste suédois Carl Stål en 1877 [1].
- L'espèce type pour le genre est Tithrone roseipennis (Saussure, 1870)

## Taxinomie
Liste des espèces :
- Tithrone catharinensis (Toledo Piza, 1961)
- Tithrone clauseni  (Jantsch, 1995)
- Tithrone corseuili (Jantsch, 1986)
- Tithrone laeta (Lombardo, 1996)
- Tithrone latipennis ( Lombardo, 1996)
- Tithrone Toledo (Piza, 1961)
- Tithrone roseipennis (Saussure, 1870)